# قسم نجف أباد الريفي (مقاطعة بيجار)
قسم نجف أباد الريفي (بالفارسية: دهستان نجف‌آباد) هي منطقة سكنية تقع في إيران في قسم. يقدر عدد سكانها بـ 4,622 نسمة .